# Antosin (Mazovie)
Pour les articles homonymes, voir Antosin.

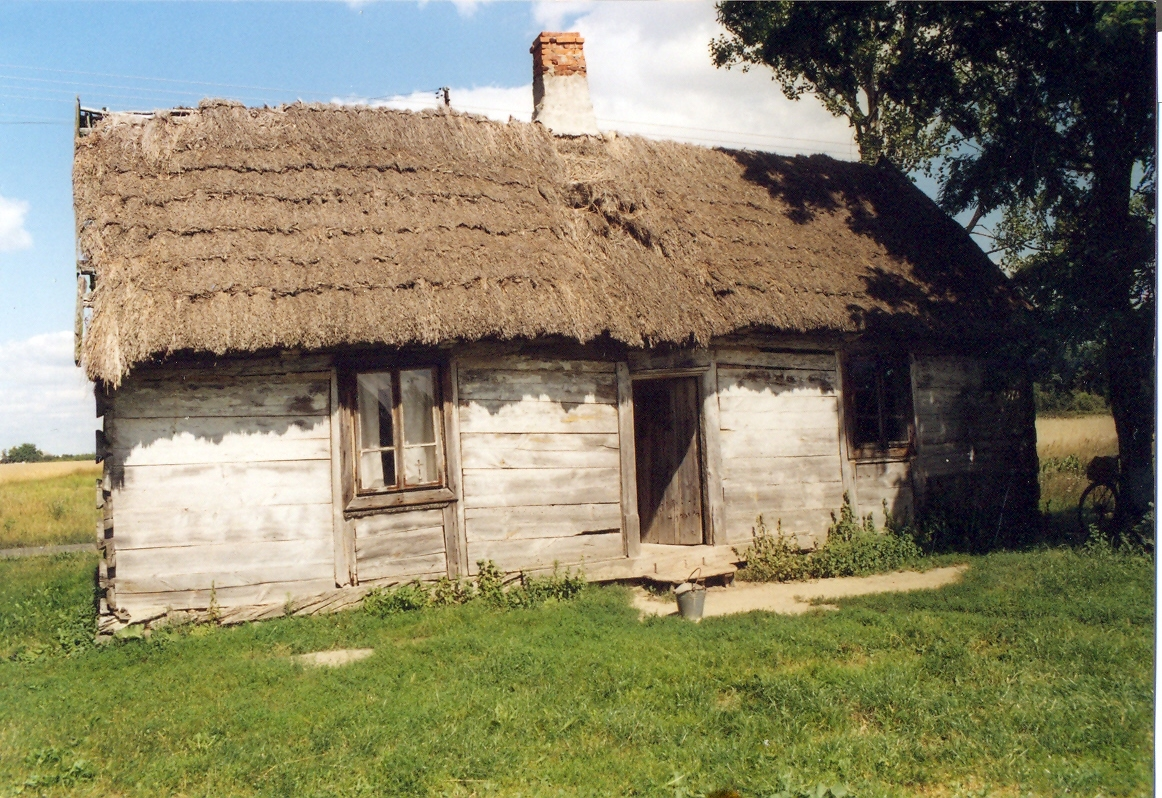
Antosin - chalet au toit de chaume

Antosin [anˈtɔɕin] est un village polonais de la gmina de Rybno dans le powiat de Sochaczew et dans la voïvodie de Mazovie.
Il se situe approximativement à 5 kilomètres au nord de Rybno, 12 kilomètres au nord-ouest de la ville de Sochaczew et à 53 kilomètres à l'ouest de Varsovie.